# Slovensko zamejsko numizmatično društvo J. V. Valvasorja
Slovensko zamejsko numizmatično društvo Janeza Vajkarda Valvasorja je neprofitno in nepolitično kulturno društvo, ki med Slovenci v Italiji združuje zbiralce določenih starih predmetov, ljubitelje zgodovine nasploh in še posebno take, ki se zanimajo za zbiranje in preučevanje denarnih sredstev oziroma novcev, bankovcev, vrednostnih papirjev, medalj, odlikovanj in ostalih drobnih predmetov, ki so povezani z numizmatiko.

## Nastanek društva
Prvi sestanek iniciativnega odbora med navdušenci za numizmatiko je bil 4. januarja 1996 na Opčinah pri Trstu v dvorani Zadružne kraške banke Trst - Gorica (tedaj se je imenovala Zadružna kraška banka), dve leti po ustanovitvenem sestanku (4. februarja 1998) so člani na občnem zboru  izglasovali statut društva in izvolili prvi upravni odbor, ki so ga tedaj sestavljali predsednik Andrej Štekar, tajnik Florindo Carli, blagajnik Stojan Sossi in knjižničar Mitja Petaros. Odborniki so istega leta 13. oktobra pred notarjem v Trstu overovili društveni statut v slovenskem in italijanskem jeziku, ki je bil 28. oktobra 1998 vpisan na tržaškem sodišču.
Leta 2001 so odborniki izbrali razpoznavni znak društva, kjer so izpostavili zgodovinske heraldične grbe vseh treh pokrajin, kjer delujejo slovenski numizmatiki v italijanskem zamejstvu: tržaški in goriški pokrajini ter v Benečiji, saj je grboslovje vezano tudi na numizmatiko. Logotipa sta dva: glavni je vodoravno postavljen (bodisi v barvni kot v črnobeli različici s heraldičnimi šrafurami), drugi je v obliki okroglega žiga, narisal ju je Mitja Petaros, računalniško obdelal pa Matej Susič.

## Delovanje društva
SZND J.V. Valvasorja sodeluje s sorodnimi društvi v Italiji in Sloveniji, pripravlja strokovno vodene izlete z zgodovinsko vsebino, člani sodelujejo na mednarodnih numizmatičnih srečanjih, širijo zgodovinsko znanje preko denarnih sredstev po raznih društvih, šolah, ustanovah, sodelujejo pri radijskih programih, pišejo članke in prispevke v razne revije in časopise. Pripravili so mnogo numizmatičnih razstav.
Pri zamejskem numizmatičnem društvu so poskrbeli za izdajo petih medalj (in svetinjice) ob posebnih priložnostih:
- leta 2001 ob tisoč-letnici prve pismene omembe mesta Gorice,
- leta 2002 ob stoti obletnici obratovanja tramvaja med Trstom in Opčinami,
- leta 2013 ob 600-letnici prvega zapisa vasi Kontovel na Tržaškem,[9]
- leta 2015 ob priložnosti stote obletnice prve svetovne vojne 97. avstro- ogrskemu pešpolku (kjer so služili mnogi slovenski vojaki),[10]
- leta 2019 ob prvi obletnici smrti pisatelja Alojza Rebule,[11]
- leta 2022 svetinjico ob 400-letnici župnije na Opčinah.[12]

SZND J.V. Valvasorja ima bogato knjižnico s specifičnimi knjigami v štirih jezikih (slovenščini, italijanščini, nemščini in angleščini), ki jo stalno dopolnjuje.
Leta 2001 je SZND J.V. Valvasorja prejelo priznanje (diplomo in bronasto medaljo) za uspešno delovanje s strani Numizmatičnega društva Slovenije.
Člani numizmatičnega društva se redno sestajajo vsak mesec na Opčinah nad Trstom. Sedanji odborniki so: predsednik Andrej Štekar, tajnik Mitja Petaros, blagajnik Stanko Flego, knjižničar Ivan Marija Hrovatin.